# Montacutona kurilensis
Montacutona kurilensis is een tweekleppigensoort uit de familie van de Lasaeidae. De wetenschappelijke naam van de soort is voor het eerst geldig gepubliceerd in 1974 door Scarlato & Ivanova.